# David Querol
David Querol Blanco (Reus, 25 febbraio 1989) è un ex calciatore spagnolo, di ruolo attaccante.

## Carriera

### Club
Ha giocato nella seconda divisione spagnola.